# Agencia Rusa Antidopaje
La Agencia Rusa Antidopaje (en ruso, Российское антидопинговое агентство, conocida por sus siglas en inglés, RUSADA, Russian Anti-Doping Agency) es la organización nacional rusa de lucha contra el dopaje, afiliada a la Agencia Mundial Antidopaje (AMA).
Su objetivo es identificar y prevenir las violaciones de las normas antidopaje en el territorio de la Federación de Rusia. RUSADA actúa de acuerdo con el código de la AMA y la Convención Internacional contra el Dopaje en el Deporte de la Unesco.
Fue fundada en enero de 2008 por iniciativa de la Agencia Federal de Cultura Física y Deportes del Ministerio de Deportes de la Federación de Rusia, el Comité Olímpico de Rusia, el Comité Paralímpico de Rusia, la Universidad Médica Estatal de Rusia y la Academia de Educación de Rusia.

## Suspensión y rehabilitación
En noviembre de 2015, debido al escándalo de dopaje revelado por el Informe McLaren, la AMA retiró la acreditación del Centro Antidopaje de Moscú y suspendió a la RUSADA, trasladando sus funciones a la UKAD (la agencia antidopaje británica).
En septiembre de 2018, después de casi tres años de trabajo coordinado entre la AMA, UKAD y RUSADA, la AMA levantó la suspensión a la RUSADA pero con la condición de tener acceso a los datos del laboratorio de Moscú y poder vigilar los análisis de las muestras, además de que las autoridades rusas reconocieran que hubo un plan de dopaje organizado.
A pesar de que la RUSADA se mostró reticente en la entega de los datos de las muestras realizadas entre 2011 y 2015, la AMA siguió manifestándose a favor de su rehabilitación; decisión con la que no estaban de acuerdo las agencias nacionales antidopaje de 15 países. Sin embargo, en noviembre de ese mismo año, la AMA decidió congelar su relación con la RUSADA por falta de cumplimiento de los requisitos para su rehabilitación y anunció una serie de sanciones, se restringió a Rusia por un período de cuatro años a no organizar ningún campeonato mundial y vio limitada la participación de sus deportistas en los Juegos Olímpicos y Mundiales bajo estrictas restricciones.